# Allan Saint-Maximin
Allan Saint-Maximin (Châtenay-Malabry, 12 mei 1997) is een Frans voetballer die doorgaans als vleugelspeler speelt. Hij verruilde Newcastle United in juli 2023 voor Al-Ahli.

## Clubcarrière
Saint-Maximin stroomde in 2013 door vanuit de jeugdopleiding van AS Saint-Étienne. Hij werd in het seizoen 2012/2013 als aanvoerder met Jong Saint-Etienne kampioen in de Championnat de France Amateurs 2. In het seizoen 2013/2014 werd hij officieel overgeheveld naar de selectie van AS Saint-Etienne. Saint-Maximin debuteerde op 1 september 2013 in het eerste elftal van de club in een wedstrijd in de Ligue 1 tegen Girondins Bordeaux. Hij verving daarin na 69 minuten Romain Hamouma. Hij speelde in de twee seizoenen die volgden twaalf wedstrijden voor Saint-Étienne in de Ligue 1.
Saint-Maximin tekende in juli 2015 bij AS Monaco, de nummer drie van de Ligue 1 in het voorgaande seizoen. Dat verhuurde hem meteen voor een jaar aan Hannover 96, op dat moment actief in de Bundesliga. Hij speelde dat seizoen vrijwel altijd als invaller of helemaal niet. Een volgende huurperiode bij SC Bastia in 2016/17 verliep voorspoediger. Hij kwam dat jaar 34 speelronden in actie in de Ligue 1, waarvan 30 als basisspeler. Hij eindigde met Basta wel op de laatste plaats. Saint-Maximin speelde op 4 augustus 2017 dan toch zijn eerste competitiewedstrijd voor AS Monaco, tegen Toulouse. Het was meteen ook zijn laatste.
Saint-Maximin verruilde AS Monaco in augustus 2017 voor OGC Nice. Dat trok hem wel aan als directe versterking voor het basiselftal. Hij ging bij de Franse club een voorhoede vormen met Alassane Pléa en Mario Balotelli en in 2018/19 met Ignatius Ganago. Zo speelde hij in twee seizoenen 64 wedstrijden in de Ligue 1, waarvan 60 vanaf de aftrap. Nice en hij eindigden beide jaren in het linkerrijtje.
Saint-Maximin tekende in augustus 2019 bij Newcastle United. Dat was een paar jaar eerder gepromoveerd naar de Premier League en was inmiddels een stabiele middenmoter. Dat bleef zo tot een consortium uit Saudi-Arabië in 2021 de club kocht. Newcastle kreeg daardoor aanzienlijk meer financiële middelen. Veel spelers moesten vanaf dat moment plaatsmaken voor nieuwe aankopen. Er kwam ook een nieuwe coach, Eddie Howe. Voor Saint-Maximin pakten deze veranderingen in eerste instantie goed uit. Hij speelde onder Howe meer dan hij tot dusver deed in Engelse dienst en stond in 2021/22 in 31 van de 38 competitiewedstrijden aan de aftrap. Saint-Maximin en zijn ploeggenoten plaatsten zich in 2022/23 via de vierde plaats voor het eerst in twintig jaar voor de Champions League. Zijn bijdrage hieraan was een stuk bescheidener. Hij stond dat jaar twaalf keer in de basis en mocht daarnaast dertien speelronden invallen.
Saint-Maximin verruilde Newcastle United in juli 2023 voor Al-Ahli. Hiermee was hij een van tal van voetballers die in de zomer van 2023 van een Europese competitie naar Saoedi-Arabië vertrokken. Zo haalde Al-Ahli in diezelfde transferperiode ook Roberto Firmino, Édouard Mendy, Riyad Mahrez, Franck Kessié, Roger Ibañez, Merih Demiral en Gabri Veiga naar de Saudi Pro League.

## Clubstatistieken
| Seizoen | Club             | Competitie       | Competitie | Competitie | Competitie | Beker | Beker | Beker | Internationaal | Internationaal | Internationaal | Totaal | Totaal | Totaal |
| Seizoen | Club             | Competitie       | Wed.       | Dlp.       | Ass.       | Wed.  | Dlp.  | Ass.  | Wed.           | Dlp.           | Ass.           | Wed.   | Dlp.   | Ass.   |
| ------- | ---------------- | ---------------- | ---------- | ---------- | ---------- | ----- | ----- | ----- | -------------- | -------------- | -------------- | ------ | ------ | ------ |
| 2013/14 | AS Saint-Étienne | Ligue 1          | 3          | 0          | 0          | 1     | 0     | 0     | 1              | 0              | 0              | 5      | 0      | 0      |
| 2014/15 | AS Saint-Étienne | Ligue 1          | 9          | 0          | 2          | 2     | 0     | 0     | 1              | 0              | 0              | 12     | 0      | 2      |
| 2015/16 | AS Monaco        | Ligue 1          | 0          | 0          | 0          | 0     | 0     | 0     | 0              | 0              | 0              | 0      | 0      | 0      |
| 2015/16 | → Hannover 96    | Bundesliga       | 16         | 1          | 0          | 2     | 0     | 0     | —              | —              | —              | 18     | 1      | 0      |
| 2016/17 | → Bastia         | Ligue 1          | 34         | 3          | 3          | 2     | 0     | 0     | —              | —              | —              | 36     | 3      | 3      |
| 2017/18 | AS Monaco        | Ligue 1          | 1          | 0          | 0          | 1     | 0     | 0     | —              | —              | —              | 2      | 0      | 0      |
| 2017/18 | OGC Nice         | Ligue 1          | 30         | 3          | 7          | 2     | 0     | 1     | 6              | 2              | 1              | 38     | 5      | 9      |
| 2018/19 | OGC Nice         | Ligue 1          | 34         | 6          | 5          | 2     | 0     | 0     | —              | —              | —              | 36     | 6      | 5      |
| 2019/20 | Newcastle United | Premier League   | 26         | 3          | 5          | 4     | 1     | 2     | —              | —              | —              | 30     | 4      | 7      |
| 2020/21 | Newcastle United | Premier League   | 25         | 3          | 4          | 1     | 0     | 0     | —              | —              | —              | 26     | 3      | 4      |
| 2021/22 | Newcastle United | Premier League   | 35         | 5          | 5          | 2     | 0     | 0     | —              | —              | —              | 37     | 5      | 5      |
| 2022/23 | Newcastle United | Premier League   | 25         | 1          | 5          | 6     | 0     | 0     | —              | —              | —              | 31     | 1      | 5      |
| 2023/24 | Al-Ahli          | Saudi Pro League | 30         | 4          | 10         | 1     | 0     | 0     | —              | —              | —              | 31     | 4      | 10     |
| 2024/25 | → Fenerbahçe     | Süper Lig        | 0          | 0          | 0          | 0     | 0     | 0     | 1              | 0              | 0              | 1      | 0      | 0      |
| TOTAAL  | TOTAAL           | TOTAAL           | 268        | 29         | 46         | 26    | 1     | 3     | 9              | 2              | 1              | 303    | 32     | 50     |

Bijgewerkt tot en met 7 augustus 2024.

## Interlandcarrière
Saint-Maximin kwam uit voor diverse Franse nationale jeugdelftallen. Hij maakte deel uit van Frankrijk –20 op het WK –20 van 2017. 